# 1979 en informatique
1978 en informatique - 1979 - 1980 en informatique
Cet article traite de l'année 1979 dans le domaine de l'informatique.

## Événements
- Mise au point de MRP2, en anglais Manufacturing Resources Planning Two (planification des ressources de production) : planification des lancements en production en tenant compte des capacités des ressources par période.
- Apparition de Visicalc, première « killer application » sur l'Apple II.
- Présentation du TRS-80 par Tandy.
- Sortie de BSD v3, avec en particulier l'éditeur vi.
- Lancement des premiers ordinateurs Atari[1].
- CompuServe propose le premier service de courrier électronique grand public.
- Fondation de la société EMC Corporation par Richard Egan et Roger Marino.